# ジェレーナ・ムルジェノビッチ
ジェレーナ・ムルジェノビッチ（Jelena Mrdjenovich、女性、1982年6月24日 - ）は、カナダのプロボクサー。ノースウエスト準州ヘイリバー出身。WBC女子世界スーパーフェザー級王者。WBC女子世界フェザー級王者。WBA女子世界フェザー級王者。ジェレナ・ムルドジェノビック、エレーナ・マジョナビッチと表記されることもある。

## 来歴
2003年1月25日、アルバータ州エドモントンのショー・カンファレンス・センターでキャシー・ボイズとデビュー戦を行い、2回TKO勝ちを収めデビュー戦を白星で飾った。
2005年2月12日、アルバータ州エドモントンのラマダ・エドモントン・ホテル&カンファレンス・センターでレイラ・マッカーターと対戦し、プロ初黒星となる6回0-3（3者が55-59）の判定負けを喫した。
2005年6月18日、アルバータ州エドモントンのショー・カンファレンス・センターでレイラ・マッカーターとWIBA世界スーパーフェザー級挑戦者決定戦を行い、10回3-0（77-75、2者が78-74）の判定勝ちを収め4ヵ月ぶりの再戦で雪辱を果たすと共に挑戦権獲得に成功した。
2005年11月18日、アルバータ州エドモントンのショー・カンファレンス・センターでフランチェスカ・アルカンターとIWBF世界スーパーフェザー級王座決定戦並びにWBC女子世界スーパーフェザー級王座決定戦を行い、6回24秒TKO勝ちを収めIWBF王座、WBC王座獲得に成功した。
2006年3月24日、アルバータ州エドモントンのショー・カンファレンス・センターでドナ・ビガーズと対戦し、2回2分0秒、ビガーズの棄権により初防衛に成功した。
2006年5月20日、ノースウエスト準州イエローナイフでフランチェスカ・アルカンターと対戦し、5回32秒KO勝ちを収め6ヵ月ぶりの再戦を制すると共に2度目の防衛に成功した。
2006年6月23日、アルバータ州エドモントンのショー・カンファレンス・センターでミア・セント・ジョンとWIBF世界ライト級王座決定戦を行い、10回3-0（99-92、2者が97-93）の判定勝ちを収め王座獲得に成功した。
2006年11月14日、アルバータ州エドモントンのショー・カンファレンス・センターでアン・サクラートとWBC女子世界ライト級王座決定戦を行い、10回1-2（2者が94-96、96-94）の判定負けを喫し2階級制覇に失敗した。
2007年4月13日、アルバータ州エドモントンのショー・カンファレンス・センターでライカと対戦し、10回3-0（99-91、2者が98-92）の判定勝ちを収め3度目の防衛に成功した。
2007年9月28日、アルバータ州エドモントンのショー・カンファレンス・センターでケリー・コファーと対戦し、10回3-0（99-91、2者が98-92）の判定勝ちを収め初防衛に成功した。
2007年12月7日、アルバータ州エドモントンのショー・カンファレンス・センターでドミンガ・オリボと対戦し、10回1-1（95-95、94-96、96-94）の判定三者三様の引き分けに終わったが4度目の防衛に成功した。
2008年3月28日、アルバータ州エドモントンのショー・カンファレンス・センターでWBA女子世界ライト級王者レイラ・マッカーターと対戦し、10回1-2（2者が94-96、96-94）の判定負けを喫し2階級制覇に失敗、2年9ヵ月ぶりとなるマッカーターとの3度目の対戦でリベンジを許した。
2008年11月7日、アルバータ州エドモントンのショー・カンファレンス・センターでリンジー・スクラグと対戦し、10回3-0（2者が96-93、98-90）の判定勝ちを収め5度目の防衛に成功した。
2009年4月9日、アルバータ州エドモントンのショー・カンファレンス・センターでオリビア・ゲルーラと対戦し、10回0-3（95-96、2者が94-96）の判定負けを喫し6度目の防衛に失敗、王座から陥落した。
2009年11月13日、アルバータ州エドモントンのショー・カンファレンス・センターでWBC女子世界ライト級王者アン・サクラートと対戦し、10回0-3（94-96、93-95、94-95）の判定負けを喫し2階級制覇に失敗した。
2010年5月7日、アルバータ州エドモントンのショー・カンファレンス・センターでドミンガ・オリボとノンタイトル8回戦を行い、6回1分28秒TKO勝ちを収め再起に成功した。
2010年11月19日、アルバータ州エドモントンのショー・カンファレンス・センターでリンゼイ・ガーバットとWIBA世界スーパーフェザー級王座決定戦を行い、10回1-2（97-93、2者が94-96）の判定負けを喫し王座獲得に失敗した。
2011年2月4日、オンタリオ州バリーのバリー・モルソン・センターでWIBA世界スーパーフェザー級王者リンゼイ・ガーバットと対戦し、10回0-2（95-96、94-96、95-95）の判定負けを喫し王座獲得に失敗、3ヵ月ぶりの再戦で雪辱を果たせなかった。
2011年6月24日、アルバータ州エドモントンのショー・カンファレンス・センターでメリッサ・ヘルナンデスと対戦し、初の3連敗となる8回1-2（77-75、2者が75-77）の判定負けを喫し再起に失敗した。
2011年9月22日、後楽園ホールで風神ライカとWBC女子世界フェザー級挑戦者決定戦を行い、10回3-0（98-92、97-93、96-94）の判定勝ちを収め挑戦権獲得に成功した。
2011年12月9日、アルバータ州エドモントンのショー・カンファレンス・センターでオリビア・ゲルーラとWIBA世界フェザー級王座決定戦を行い、9回23秒KO勝ちを収め王座獲得に成功、2年8ヵ月ぶりの再戦で雪辱を果たした。
2012年3月23日、アルバータ州エドモントンのショー・カンファレンス・センターでジャニーヌ・ガーサイドの休養王座認定に伴いリンゼイ・ガーバットとWBC女子世界フェザー級王座決定戦を行い、初回1分45秒TKO勝ちを収め1年1ヵ月ぶりとなるガーサイドとの3度目の対戦で雪辱を果たしWIBA王座の初防衛、WBC王座の獲得に成功した。
2012年9月14日、アルバータ州エドモントンのショー・カンファレンス・センターでメリッサ・ヘルナンデスと対戦し、10回0-3（92-98、93-97、92-98）の判定負けを喫しWBC王座の初防衛に失敗、1年3ヵ月ぶりとなるヘルナンデスとの再戦で雪辱を果たせず王座から陥落した。
2013年5月31日、アルバータ州エドモントンのショー・カンファレンス・センターでWBC女子世界フェザー級王者メリッサ・ヘルナンデスと対戦し、6回3-0（57-56、2者が58-55）の負傷判定勝ちを収め6ヵ月ぶりの再戦を制し王座獲得に成功した。
2014年9月12日、アルバータ州エドモントンのショー・カンファレンス・センターでマリリン・エルナンデスと対戦し、6回2分0秒、エルナンデスの棄権によりWBC王座の初防衛に成功した。
2015年3月27日、パナマシティのソルティス・ホテル・スパ&カジノでフランシア・エレナ・ブラボと対戦し、9回40秒TKO勝ちを収めWBC王座の2度目の防衛に成功した。
2015年8月1日、ブエノスアイレス州カセロスでWBA女子世界フェザー級王者エディス・マティセとWBA・WBC女子世界フェザー級王座統一戦を行い、0-3（93-97、92-98、94-96）の判定負けを喫し王座統一に失敗、WBA王座獲得とWBC王座の3度目の防衛に失敗しマティセに王座を明け渡す結果となった。
2016年3月11日、アルバータ州エドモントンのショー・カンファレンス・センターでWBA・WBC女子世界フェザー級王者エディス・マティセと対戦し、3-0（96-93、96-93、97-92）の判定勝ちを収め7ヵ月ぶりの再戦で雪辱を果たすと共にWBA王座の獲得、WBC王座の獲得に成功した。
2016年10月8日、ヴァル＝ドワーズ県セルジー・ポントワーズでガエル・アマンと対戦し、2-1（97-93が2者、95-96）の判定勝ちを収めWBA王座の初防衛、WBC王座の初防衛に成功した。
2017年7月10日、バ＝ラン県シルティカイムでステファニー・デュカステルと対戦し、三者三様の引き分けに終わるもWBA王座とWBC王座の2度目の防衛に成功した

## 獲得タイトル
- IWBF世界スーパーフェザー級王座
- WBC女子世界スーパーフェザー級王座（防衛5）
- WIBF世界ライト級王座
- 第7代WIBA世界フェザー級王座（防衛1）
- WBC女子世界フェザー級王座（防衛0）
- WBC女子世界フェザー級王座（防衛2）
- WBA女子世界フェザー級王座（防衛2）
- WBC女子世界フェザー級王座（防衛2）